# スーパーレール
スーパーレールは、玩具メーカー大手のトミー（現在のタカラトミー、該当部門はトミーテック）が昭和後期から平成初期にかけて製造・販売していた鉄道玩具。発売当時のキャッチコピーは「プラレールを卒業したらスーパーレール」。

## 概要
1972年（昭和47年）、プラレールよりも高い年齢層をターゲットとして企画され、HOゲージに近いスケールサイズを採用したり、線路も枕木タイプを用いたりするなど、プラレールと一線を画したリアルな鉄道玩具として発売された。
本格的な鉄道模型並みの自動カプラーを採用し、前後逆転機構により、走行しながらの前進／後進切り替えなども可能にしていた。自動ターンテーブルや警報機付踏切などの高度な製品も存在した。
車両は、デフォルメ2軸化したタイプと、より実車を忠実に再現したボギー台車形式のタイプとが存在した。アメリカ合衆国やスペイン向けの輸出モデルも存在した。
メインターゲットが小学生以上であったため、精密な部品を用いた製品が多く、小さな子供は取り扱いが困難で破損しがちであった。また電動製品が多く、車両以外にも多くの乾電池を必要とした。トミーとしても、リアルな製品構成や前後逆転機構など、工程数がプラレールに比して多くなる割に、ターゲット層の関係からそれほど高い販売価格を設定できなかった。さらに、1976年（昭和51年）にはスーパーレールよりも上の層を対象とする形でNゲージ鉄道模型TOMIXの販売が始まり、これを契機にNゲージが比較的低年齢層にも普及することとなった。スーパーレールは、プラレールとNゲージの間で板挟みになる形となり、製品構成もどっちつかずになってしまい、昭和50年代後半以降は売れ行きは鈍っていった。平成に入った後は補修部品中心の販売となり、1991年（平成3年）にはブランド廃止となり、1992年（平成4年）に販売終了となった。

## ラインアップ

### 車両リスト

#### 機関車
- D51形蒸気機関車
- クラウス型蒸気機関車
- ED75形電気機関車[注 7]
- ED75形ブルー電気機関車[注 8]
- EF66形電気機関車
- DD51形ディーゼル機関車
- DD20形ディーゼル機関車

#### 電車
※印の付いた車両はデフォルメ2軸化されたもの。
- 特急つばめ※（181系）
- 111系電車※
- 0系新幹線[注 9]
  - 新幹線ひかり号※
- 200系新幹線
  - あさひ・やまびこ新幹線※[注 10]
- 485系（L特急）（先頭車は200番台）
- 583系（寝台特急）[注 11]
- 東海道・山陽ニュー新幹線※（100系新幹線）[注 12]

#### 客車/貨車
- 客車スハ43
- 寝台車オハネフ25
- 客車オハ50
- コンテナ車 コキ5500
- 車運車 ク5000（トミカを4台積載可能）
- 有蓋車 ワム80000（茶・白・緑）
- タンク車 タキ45000（青・黄・白）
- 無蓋車 トム50000
- ホッパー車 ホキ2200
- 長物車 トキ21100
- 車掌車 ヨ6000
- 貨車セットA（有蓋車ワム70000（黒）・無蓋車トム50000（黒）・タンク車タキ45000（青）・車掌車ヨ6000・コンテナ車コキ5000（青））

### レール・情景パーツ
- 直線レール
- 1/2直線レール
- 曲線レールC
- 曲線レールB[注 13]
- 2/3曲線レールB
- ふみきりレール
- 転車台
- リターンコントロールレール
- 切り離しレール
- コントロールレール
- ポイントレールC
- ポイントレールB
- 片渡りポイントレール（右・左分岐各1本入）
- クロスレール
- 坂レール
- 車止め
- こせん橋
- 駅ホーム
- アーチ型鉄橋
- 橋脚
- トンネル
- 架線柱
- 3灯式信号機
- スーパー踏切（エレクトロサウンド付）

## 発売終了後

### 情景部品
スーパーレールの情景部品の一部は、プラレールのセット付属の情景部品として流用されている。
- トンネル - 1996年（平成8年）発売「きかんしゃトーマス&貨車セット」[2]や1999年（平成11年）発売「さらにたのしくなったビッグトーマス」[2]など。
- 腕木式信号機 - 2002年（平成14年）5月発売「きかんしゃトーマスはじめてのトーマスセット」[3]。
- アーチ型鉄橋 - 2002年（平成14年）9月26日発売「新幹線こだまセット」[4]、2003年（平成15年）4月17日発売「サウンドC62重連セット」[5]、同年9月25日発売「トーマス&エリザベス ふみきりステーションセット」[6]。
- ホーム - 2004年（平成16年）10月発売「サウンド･ドア開閉 山手線セット」[7]、2009年（平成21年）10月発売「つなげてたのしい! 情景いっぱいセット」[8]。

### 商標権
2019年（令和元年）現在、「スーパーレール」という名称は、株式会社スーパーレールが移動棚の名称として商標権を取得している。同社はスリーライン→インターナショナルシステムを経て、商品名と同じ現社名に変更している。